# Estação Miramar
A Estação Miramar é uma das estações do Metrô de Valparaíso, situada em Viña del Mar, entre a Estação Recreo e a Estação Viña del Mar. É administrada pelo Metro Regional de Valparaíso S.A..
A estação original foi inaugurada no ano de 1886, enquanto que a atual edificação foi inaugurada em 23 de novembro de 2005. Localiza-se no cruzamento da Avenida España com a Rua Agua Santa. Atende o setor Caleta Abarca.